# (6568) Serendip
(6568) Serendip (1993 DT) – planetoida z pasa głównego asteroid okrążająca Słońce w ciągu 4 lat i 22 dni w średniej odległości 2,54 j.a. Została odkryta 21 lutego 1993 roku w Kushiro przez Seiji Uedę i Hiroshi Kanedę. Nazwa planetoidy pochodzi od staro-perskiej nazwy Sri Lanki.